# 反韓
| 调查对象来源   | 正面 | 负面 | 中立 | 负面评价减正面评价 |
| -------------- | ---- | ---- | ---- | ------------------ |
| 中华人民共和国 | 25%  | 71%  | 2    | −46                |
| 德国           | 11%  | 32%  | 57   | −21                |
| 西班牙         | 24%  | 42%  | 34   | −18                |
| 巴西           | 36%  | 46%  | 18   | −10                |
| 墨西哥         | 36%  | 42%  | 22   | −6                 |
| 希腊           | 24%  | 29%  | 47   | −5                 |
| 巴基斯坦       | 19%  | 22%  | 59   | −3                 |
| 印度           | 27%  | 28%  | 45   | −1                 |
| 秘魯           | 37%  | 37%  | 26   | 0                  |
|                | 34%  | 34%  | 32   | 0                  |
| 法國           | 45%  | 44%  | 11   | 1                  |
| 土耳其         | 39%  | 33%  | 28   | 6                  |
| 奈及利亞       | 44%  | 34%  | 22   | 10                 |
| 加拿大         | 47%  | 36%  | 17   | 11                 |
| 英国           | 52%  | 40%  | 8    | 12                 |
| 俄羅斯         | 32%  | 20%  | 48   | 12                 |
| 印度尼西亞     | 37%  | 23%  | 40   | 14                 |
| 美国           | 51%  | 33%  | 16   | 18                 |
|                | 61%  | 24%  | 15   | 37                 |

| 调查对象来源   | 正面 | 负面 | 中立 | 负面评价减正面评价 |
| -------------- | ---- | ---- | ---- | ------------------ |
| 美国           | 5%   | 88%  | 7    | −83                |
| 英国           | 7%   | 89%  | 4    | −82                |
|                | 6%   | 87%  | 7    | −81                |
| 法國           | 9%   | 85%  | 6    | −76                |
| 加拿大         | 10%  | 81%  | 9    | −71                |
| 西班牙         | 5%   | 75%  | 20   | −70                |
| 希腊           | 6%   | 64%  | 30   | −58                |
| 中华人民共和国 | 19%  | 76%  | 5    | −57                |
| 德国           | 1%   | 56%  | 43   | −55                |
| 巴西           | 23%  | 60%  | 17   | −37                |
| 墨西哥         | 24%  | 54%  | 22   | −30                |
| 秘魯           | 22%  | 51%  | 27   | −29                |
| 印度尼西亞     | 17%  | 46%  | 37   | −29                |
| 印度           | 19%  | 40%  | 41   | −21                |
| 土耳其         | 34%  | 44%  | 22   | −10                |
| 俄羅斯         | 20%  | 30%  | 50   | −10                |
| 奈及利亞       | 33%  | 42%  | 25   | −9                 |
|                | 27%  | 36%  | 37   | −9                 |
| 巴基斯坦       | 20%  | 25%  | 55   | −5                 |

反韓或者反朝，是指對朝鮮半島的两个主权国家朝鲜或韩国的相關事物的不滿意、不信任、反感以至仇視的感覺或行為表現。反义词为哈韩或亲朝。从BBC有关调查中可以发现，反朝情绪和反韩情绪可能并不一致甚至有巨大落差，即反朝人士可能同时为哈韩族，也有同时持有反朝和反韩情绪的人群，而同时喜欢朝鲜和韩国的人群则较为少见。

## 反韓情緒的源由
在韓國經濟急速發展成為亞洲四小龍之一後，韓國人的民族主義情绪、尤其是韩民族优越主义情结高漲。但基于此产生的大朝鮮帝國史使周邊國家無法理解及認同；韩国起源论的提出更使周邊國家的部分民众對韓反感情緒日增。反韓情緒目前在中國大陆、日本和台灣三地最為明顯。

## 各地的反韓情緒

### 中華民國
臺灣民眾因為外交、貿易、國際賽事等種種因素（例如1992年台韓斷交風波、1998年釜山東亞運的諸多爭議和2010年亞洲運動會跆拳道爭議事件等），使反韓情緒由來已久。包含報導所有韓國起源論相關新聞，引起台灣民眾對韓國相關事物的反感。

#### 外交
1949年后，作为美國領導的自由世界在西太平洋圍堵共產獨裁勢力擴張的前哨基地，台灣和包括韓國在内的诸多反共产主义国家維持關係。直至1970年代，台灣政府的外交關係開始走向下坡。台灣因蔣介石而主動退出聯合國后，國際外交空間大幅下降，美國和日本與中華人民共和國建立外交關係后，使台灣和韓國斷交只是時間問題。
1973年，韓國總統朴正熙發表〈六二三宣言〉，宣布對包括共產集團內的所有國家開放門戶（包括中華人民共和國和蘇聯），台灣和韓國關係開始惡化。直到1978年底，美國與台灣斷交，與中華人民共和國建立外交關係。雖然此时韓國仍繼續與台灣政府保持外交關係，但韓國在1980年代開始與中華人民共和國改善關係。
1992年8月24日，韓國政府與中華人民共和國建交，突然宣佈與台灣斷交，更強行將台灣繼承自清朝，在韓國購置的大使館及後來自購的產業等價值近20億美金（近500億臺幣）的資產無償轉交中華人民共和國政府，並在24小時內驅逐台灣的使館人員，這次行動來得非常倉促，韓國對台灣此種無情義的行為造成了台灣民眾的不滿及憤怒，台灣於同年9月宣佈與韓國斷航，並禁止韓國的航空器飛越台北飛航情報區，迫使韓國航機必須繞道中國大陸飛行到東南亞，特別是菲律賓，既增其營運成本，亦使其飛行時間加長，直到2004年韓國才主動提出並恢復定期航線。
斷交後，韓國跟隨中華人民共和國及其他國家，長期阻止台灣以各種名義進入聯合國及國際貨幣基金組織，亦長期造成台灣民眾不滿。亞洲金融危機時，韓國以命令式的口氣要求台灣「義務」性的幫忙，造成反韓情緒，當時高雄市解除與釜山市的姐妹關係，台南市亦跟進，一時韓國燒肉店幾近滅絕。
但相反的，冷戰時期過後，尤其是中华人民共和国与韩国建交的前后，台灣與朝鲜的關係較冷戰時期有小幅改善，兩國曾談及互設非官方名義的辦事處。部份航空公司開航台北往平壤的旅遊包機，有些台灣的韓國研究學者前往朝鲜進行學術交流。台灣電力公司原本已經與朝鲜政府達成共識，計劃將低放射性核廢料運往朝鲜做最終儲存，但當時韓方強烈反對，韓國民眾燃燒李登輝總統肖像及青天白日滿地紅旗，台灣民眾以燒金泳三肖像和太極旗報復。
2006年因台灣高鐵延宕，以及後來的駐台北韓國代表部外交官妻子駕車牌「外0455」肇事卻假裝是日本人，皆引起台灣民眾的反韓情緒。
2008年台灣智庫針對民眾對中美日韓好感度調查，日本40.2%、美國25.7%、韓國5.4%、中國大陸5.1%。2009年金車教育基金會以學生作為調查對象，韓國名列「最不友好國家」第二（33.3%）。

#### 貿易經濟
在國際貿易競爭中，韓國與台灣同屬亞洲四小龍之列，兩方實力、資本、技術等經濟條件上也較為接近。在亞洲金融危機後韓國經濟力量借助國際貨幣基金組織195億美元等外債快速復甦，並在近年以蓬勃且強勢的經貿發展及文化宣傳力量席捲亞洲。台灣鐵路管理局採購的韓製E1000型推拉式自強號，因韓方違反合約提早撤出技術人員，導致後繼維修出現困難。也因此台灣政府曾禁止韓商參與重大公共工程的投標。
2010年12月，歐盟執委會裁定台灣4家面板廠奇美電子、友達光電、中華映管及瀚宇彩晶，因聯合壟斷面板價格，違反反托拉斯法，重罰5.339億歐元；韓國三星電子則因扮演「汙點證人」而獲判免罰；樂金則被判2.5億歐元，高居所有廠商的罰金第2。歐盟表示，之所以重判奇美電子，是因為其與歐盟法務部門採不合作態度；若奇美可選擇與歐盟合作，或許可獲得減輕罰款的待遇。中華民國經濟部官員對此表示：「三星電子在國際商場中沒有『商道』，日後大家走著瞧。」桃園縣長吳志揚在議會接受質詢時亦表示，桃園縣政府未來的採購案「在合法、有選擇的情況下，傾向不使用韓貨」。

#### 體育賽事
- 2001年的世界電玩大賽，曾政承在預賽打勝韓國第一世紀帝國II：征服者入侵好手，韓國裁判宣佈比賽不算，要加賽一場，否則台灣以棄權論，不過最後仍由台灣團獲勝。
- 2001年，在台灣主辦的亞洲盃自由車錦標賽，頒獎時間因故延後時，一名韓國選手偷走一面銅牌，事後工作人員追回這面獎牌。
- 2002年釜山亞運跆拳道比賽，51公斤級選手吳燕妮在八強賽時和泰國選手對決，實力非常懸殊，韓國裁判在評分時明顯偏袒，因此中華隊宣佈罷賽退場。同時朱木炎在韓國跆拳道賽時，實施與世界總會在2002年7月起訂定新規則標準不同的規則，提高主審的自主判定。
- 2006年8月，臺中市力行國小棒球隊應邀到韓國參加邀請賽，初賽3戰全勝，甚至以20:0提前第四局結束比賽，最後進入8強；最後韓國以「要把冠軍留在當地」為理由，禁止力行少棒隊繼續比賽。[15]
- 2009年東亞運動會跆拳道比賽金牌戰，韓國選手宋智勳在開賽僅17秒時直接以拳頭攻擊中華隊選手曾敬翔的頸部，導致曾當場倒地緊急送醫，韓國籍仲裁委員作出爭議判決，片面將金牌頒給犯規的韓國選手，引起觀賽的行政院政务委员曾志朗強烈抗議；隨後台灣教練團雖提出醫院「傷勢位於頸部及胸腔上方」的驗傷證明，但仲裁委員仍維持原判[16]。
- 2010年廣州亞運跆拳道比賽引發的電子襪判罰爭議，中華隊選手楊淑君首場出戰越南選手，在9:0的領先優勢下，於終場前12秒突遭韓裔菲律賓籍裁判以「電子襪不符大會規定」為由，直接判定楊淑君失格。楊淚灑會場，教練團向大會抗議未被接受。賽後記者會，世界跆拳道聯盟韓國籍秘書長梁振錫與中華人民共和國翻譯人員刻意拒絕翻譯，台灣記者集體退席抗議[17]。翌日，亞洲跆拳道聯盟以「台灣使用驚人騙術」（Shocking Act of Deception by Chinese Taipei）指控楊淑君及台灣教練團耍詐，並威脅取消台灣日後參與跆拳道國際賽事的權利[18]。此事件在台掀起反韓情緒，有民眾發起抵制韓貨、拒看韓劇運動，亞洲跆拳道跆盟官網遭台灣駭客入侵[19][20]。反韓民眾甚至到台北韓國學校丟擲雞蛋抗議，造成高雄市也加派警力巡邏轄區內的韓國學校。各國媒體如英國廣播公司、CNN、法新社及美聯社等均高度關注該事件；而韓國除了媒體除大幅報導之外，首爾方面亦要求韓國在台組織人員、觀光客及韓籍留學生謹言慎行[20][21]。

### 中华人民共和国
二戰的日本侵華戰爭中，當時韓國全境基本被日軍佔領，其中一部分韓籍人員參與了日本侵華戰爭，被當時的中國人稱為「二鬼子」或「高麗棒子」。
中華人民共和國民眾開始產生反韓情緒的起因源自朝鲜战争期間，由於中华人民共和國支援朝鲜，而美國支援韓國，因此中华人民共和國稱呼當時的大韓民國政權為「南朝鮮」，並不予承認，戰後關係十分惡劣。
直到1980年代中华人民共和國改革開放，走向市場經濟。由於經濟的需要，即使中國大陆仍和朝鲜的關係密切，中国大陆与韓国也均希望改善關係。在1992年8月24日，中华人民共和国与大韓民国正式建交。两国建交后，双边关系发展良好。
近年中華人民共和國反韓情緒的起因，主要是一些韩国人因民族主義情感而做出的言論及行為。中國大陆媒體對韓國起源論進行大篇幅報道，加剧了中國大陆網絡上的反韓情緒。《国际先驱导报》于2007年12月對中国大陆網民進行了意識調查，結果顯示「討厭的國家」第一名為韓國，超過了日本。中韩建交后，大批中国朝鲜族居民赴韩国打工。一些中国朝鲜族在韩国的境遇不理想也造成部分朝鲜族对韩国的反感。
2013年，中华人民共和国單方面划定东海防空识别区，与韩国防空识别区产生重合（中國和韓國在黃海海上劃界有爭議，但不像與日本有釣魚台列嶼的主權爭議），也激化了两国本已存在的矛盾。這更使韓國和日本罕有在這方面一致批評中國單方面划定东海防空识别区。
2014年8月底，中国留学生宋某因在网上称赞朝鲜，支持金正恩，并贬低韩国政府，涉嫌“利敌活动嫌疑”而被强制驱逐，并终身不得入境韩国。
自2016年起，由於韓國政府同意美國在韓國部署薩德系統，導致中韓關係急劇惡化。部分中國民眾對韓國發起大規模的抵制運動，韓國樂天企業在中國的近百家分店幾乎滅絕。2016年7月8日，韩国和美国宣布部署萨德反导系统，并于2017年正式将其部署到星州高尔夫球场。中国方面认为X波段雷达监测范围可达到两千公里，已经超过了监测朝鲜的需要，危及到了中华人民共和国的国家安全，因此中国民间掀起反萨德浪潮。
中国与朝鲜半岛之间存在历史方面的思想分歧冲突，中国一些民众对于朝鲜半岛声称的所谓“檀君朝鲜”的历史和将高句丽和渤海国等政权视为该国民族的历史的行为十分不满，还有对韩国历史剧中经常出现的诸如“唐太宗被射瞎一只眼睛”“弱化丑化中国军队”“壬辰倭乱中的明军掳掠朝鲜百姓”等描述也常引起中国民众的不满和嘲讽，在中国民众中引起的反韩情绪也十分巨大。

#### 體育賽事
2007年1月31日，在吉林省長春市舉行的亚洲冬季运动会上，韓國選手獲得短道速滑女子3000米接力賽亞軍。在領獎台上，她們突然打出朝鲜文標語：（「白頭山是我們的領土」）此舉釀成了外交風波，中华人民共和國外交部立即提出抗議；韓國官方則表示运动员没有政治意图，敦促双方冷静。事發後，引起中國大陆網民間抗議及普通群众的强烈反应；但相關消息中华人民共和國政府做了低調處理，而韓國媒體则普遍支持運動員的做法。
2008年北京奥运期间，在韩国和日本之间进行的棒球比赛中，中国大陆观众替日本队加油。
2010-2011赛季短道速滑世界杯上韩国选手導致中国大陆短道速滑选手韩佳良身体多处割伤，引起中国大陆舆论关注。
而在奥运会上，两国的优势项目多有重叠，包括夏季奥运会中的乒乓球、羽毛球等项目以及冬季奥运会中的短道速滑等项目。这也造成两队频繁发生冲突。2010年温哥华冬奥会上，韩国教练阻止中国队对其公开训练过程进行拍摄，但对中国队的训练过程却进行偷拍，并与中国队工作人员产生冲突，该事件也大大降低了中国大陆民众对于韩国的好感度。

### 日本
韓國從16世紀前後就開始與日本有領土糾紛，自從豐臣秀吉入侵朝鮮半島后，朝鮮和日本關係趋于緊張。1895年清朝與日本簽訂馬關條約后，朝鮮脫離清朝宗藩關係，「獨立」成為大韓帝國，日俄戰爭后，朝鮮半島最終更被日本完全吞併，整個國家被占領，韓國被日本殖民統治三十五年。
1923年關東大地震後，傳媒散佈傳聞指日本朝鮮族在社會秩序混亂的情形下打砸搶燒，並藏有大量炸藥武器(事後政府指部分為誤傳)，引起東京市民的憤怒。
一直到第二次世界大戰結束後，韓國才從日本的統治下獨立，所以韓國對日本一直採取敵視態度。雖然兩國之間有邦交，且各方面的往來極為密切，但韓國政府在國民教育上也一向採取強硬的反日態度，甚至鼓勵民眾的仇日行為，造成日韓關係的惡化。在長期的反日教育下及兩國的領土糾紛，使得許多韓國人民對日本人有許多不理性的行為及言論，亦引發了日本人對韓國人的厭惡。
二戰後，一些在日韓國人參加了國際黑道組織在日本犯罪，如金嬉老事件，而韓國輿論反將犯罪的在日韓人稱為英雄。
2005年7月26日，日本出版商晉遊舍出版日本漫畫家山野車輪的漫畫《嫌韓流》，隨即成為全日本的話題，亦成為日本各大書店的暢銷書，在日本亞馬遜書店名列該年暢銷書榜第一位。本書主要批評韓國的民族性，表示朝鮮日治時期對朝鮮利多於弊，形容韓國人是忘恩負義、衝動、非文明及橫蠻無理的民族，甚至連「韓國影視文化」都是抄襲日本而來。此外，該書亦質疑日本政府「韓日親善」的外交國策，批評韓國侵佔日本的竹島（韓國稱獨島）及經濟文化入侵。
不過《嫌韓流》一書被指以偏激的手法論述日韓問題並鼓吹日本國內反韓情緒，因此引起國際輿論抨擊，但此舉無損該書銷量。截至2005年11月，該書已在日本出售超過36萬本，遠超過晉遊舍的預期。2009年，此系列漫畫已出版了四集。
從《嫌韓流》一書的暢銷情況來看，日本民間的「反韓情緒」顯然相當有市場。不過日本影視界卻視韓流為新的商機，熱烈引進韓國節目及製作日韓藝人合作的電視劇。
「韓國起源論」也在日本傳播，此論宣稱日本人的祖先是從朝鮮半島遷徙至日本列島的朝鮮人，該言論在日本引起反彈。
2012年11月，由輕小說改編的動畫《櫻花莊的寵物女孩》第六話忽然出現韓國食品蔘雞湯，該動畫隨即被日本網路論壇2ch有反韓情緒的網民口誅筆伐。12月，日本有人借題發揮，推出二次創作同人漫畫《蔘雞莊的泡菜女孩》（サムゲ荘のキムチな彼女），裡面有貌似韓國藝人PSY的男人凌辱女角色的情節，令韓國網民非常不滿。
2012年12月31日，第63回NHK紅白歌合戰公佈參與歌手名單，大會表明今年沒邀請韓國歌手參加，又堅稱和政治考慮無關。但該公司相關人士表示，由於韓日島嶼爭議以及韓國總統李明博要求日本天皇謝罪的言論，若韓國演員出演，將引起日本觀眾的反感。李明博要求日本天皇謝罪的言論在日本影響極大，且在韓國聲稱韓日爭議島嶼獨島（日本稱竹島）是大韓民國領土的演員非常多。
2013年7月28日，2013年東亞盃足球賽在首爾舉行日韓男子足球比賽時，觀眾席上有民眾拉起寫著「忘記歷史的民族沒有未來」的大布幕，並有具政治性意涵的直立布幕出現，布幕上出現被視為抗日英雄的朝鮮獨立運動人士安重根肖像圖。日本政府在记者发布会上表示“国际足联有规定，严禁球迷在助威时打出涉及政治问题的横幅。日本政府正在调查事实经过，在此期间，将根据国际足联的有关规定进行回应。”日本足协会长大仁邦弥也向东亚足联提交抗议书。《产经新闻》、《读卖新闻》报道称「韩国球迷在看台上打出涉及历史问题的横幅，以及佩戴李舜臣、安重根等的面具的行为违反了国际足联禁止球迷助威时涉及政治问题的有关规定。”韩国足协表示不会對事件做出回应。內閣官房長官菅義偉表示事件令人遺憾。
2013年12月20日，韓國繼之前成功將泡菜申請聯合國教科文組織的「非物質文化遺產」後，又打算將濟州島的「海女」申請世遺，希望能夠在2015年申請成功。但海女這個職業同樣存在於日本，引發兩國之間對於海女正統性的爭論。海女文化被認為僅存於日本和韓國。據韓國媒體指出，濟州島在鼎盛期曾有約3萬名海女，最近減少至4000多名。而日本三重縣教育委員會2013年夏季的調查結果顯示，日本國內擁有漁業權、靠徒手潛水捕撈為生的海女約1800名。日本NHK在2013年上半年播出的晨間連續劇《小海女》創收視佳績，使日本的海女文化重新受到重視，韓國意圖將海女文化申請世遺的舉動被媒體報導後，許多日本網友在推特上發表不滿情緒，認為海女文化在史書《魏誌倭人傳》裡面就已經記載過，覺得韓國政府此舉「很無恥」。

### 美国
在美國，則由於1970年代之後韓僑旅美數量的增加，再加上韓僑社群與當地亞裔住民之間並未融合、及民族性等因素，幾度導致了美國社會對韓裔移民的仇視情緒。在1992年洛杉磯暴動中，對韓裔美國人的排斥情緒達到了高峰。暴動的導火線在1991年3月16日，一位意外死亡的15歲的黑人女孩拉塔莎·哈林斯（Latasha Harlins），她在一家商店內和女性韓裔店主斗順子（Soon Ja Du；）兩人發生肢體衝突，斗順子以自衛用的手槍當場擊斃哈林斯。著名黑人歌手艾斯·庫伯在事後推出的歌曲《黑心韓國人》（Black Korea），助長了洛杉磯非裔居民的反韓情緒，韓裔和非裔美國人在洛杉磯暴動期間不斷發生衝突及鬥毆事件。

### 泰國
2023年11月，有媒體報道指大量泰國人被拒絕簽發K-ETA入境簽證，有些就算已申請電子旅行授權（K-ETA）但仍然被拒絕入境，因此泰國網民發起「反韓」行動，罷遊韓國以回應事件。受「反韓」行動影響，2024年第一季訪韓泰國旅客銳減21.1%。
除外，6月18日泰国上议院通过同性结婚合法化的法案後，在韩国的这条新闻下方出现了针对泰国的负面和带有侮辱性的留言，被泰國網民斥責為種族歧視。

### 柬埔寨
2008年，国际移民组织曾发布报告称，許多柬埔寨新娘因為婚姻關係搬到韓國後，遭到夫家虐待，有资料表明介绍人可以通过为韩国男子介绍柬埔寨贫困家庭的女子为妻而赚取大笔收入，柬埔寨政府随后颁布了暂时禁止柬埔寨女子与外国男子通婚的法令。柬埔寨外交部发言人贵光（Koy Kuong）告诉法新社記者：「我们在5日照会韓國大使馆，告知他们将暂时中止柬埔寨人与韓國人的结婚申请。」坤恩又说，当局正在审查联姻程序，以防人口贩卖事件发生。
韓國人以壟斷旅遊市場的方式經營，企圖設立規範，要求任何車輛不得行駛吳哥窟門前馬路，同時任何車輛要停在吳哥窟附近，都需要收取停車費，而錢是進入韓國人的口袋，使得柬埔寨人除旅遊快經營不下去，更不滿國家的土地、路權竟然被異國人掌控，進而發動遊行與韓國人對抗
。且2007至2008年间韩国旅行团被发现集体以伪造证件逃避旅游的参观规费，在当地引发更多的不满。

### 基里巴斯
韓國遠洋漁船船員於南太平洋島國吉里巴斯進行未成年性交易，韓國漁民多利用金錢、衣物、魚貨等利誘吉里巴斯未成年女子。其女子年齡多位於14至18歲，屬於未成年性交易，引發吉里巴斯政府嚴重關切以及當地民眾的不滿。

### 菲律賓
2020年9月，许多韩国网民发现知名抖音红人贝拉·波奇的左手臂刺着旭日旗，之后菲律宾网民在Twitter发起“#CancelKorea”的计划。双方的关系演变成网战。之后，她在社交媒体发了道歉声明，并承诺会遮盖刺青或直接去除。